# Wilson (Kansas)
Wilson é uma cidade localizada no estado americano de Kansas, no Condado de Ellsworth.

## Demografia
Segundo o censo americano de 2000, a sua população era de 799 habitantes.
Em 2006, foi estimada uma população de 767, um decréscimo de 32 (-4.0%).

## Geografia
De acordo com o United States Census Bureau tem uma área de 1,4 km², dos quais 1,4 km² cobertos por terra e 0,0 km² cobertos por água. Wilson localiza-se a aproximadamente 513 m acima do nível do mar.

## Localidades na vizinhança
O diagrama seguinte representa as localidades num raio de 28 km ao redor de Wilson.